# Сморчок полусвободный
Сморчо́к полусвободный (лат. Morchella semilibera) — съедобный гриб рода Сморчки семейства Сморчковые.

## Описание
Плодовое тело (апотеций) сморчка полусвободного состоит из «ножки» и «шляпки», высотой около 10 см (до 20 см), внутри полое. Ножка белого кремового цвета, полая, хрупкая, 6—12 см в высоту, 1,5—3 см в диаметре, поверхность немного шершавая. Шляпка высотой 2—4 см, срастается с ножкой только в своей верхней части, нижний край шляпки «свободен». По поверхности шляпки проходят продольные извилистые складки-рёбра (более-менее вертикальные) и менее чётко выраженные поперечные рёбра, чернеющие со временем. Цвет шляпки от светло до тёмно-коричневого.

## Экология
Сморчок полусвободный — сапрофит. Растёт на полянах, в садах, в парках, в светлых лиственных и смешанных лесах, вдоль ручьёв и рек, среди высоких трав. 
Сезон: апрель – начало июня

## Использование
Сморчок полусвободный — съедобный гриб, как и все сморчки.